# Ротело
Ротело (итал. Rotello) је насеље у Италији у округу Кампобасо, региону Молизе.
Према процени из 2011. у насељу је живело 1072 становника. Насеље се налази на надморској висини од 362 м.

## Становништво
| 1931. | 1936. | 1951. | 1961. | 1971. | 1981. | 1991. | 2001. | 2011. |
| ----- | ----- | ----- | ----- | ----- | ----- | ----- | ----- | ----- |
| 2.465 | 2.488 | 2.745 | 2.179 | 1.715 | 1.511 | 1.386 | 1.309 | 1.219 |